# کریس دی مارکو
کریس دی مارکو (انگلیسی: Chris DiMarco؛ زادهٔ ۲۳ اوت ۱۹۶۸) یک گلف‌باز است.